# Barleria trispinosa
Barleria trispinosa là một loài thực vật có hoa trong họ Ô rô. Loài này được (Forssk.) Vahl mô tả khoa học đầu tiên năm 1790.